# افغانستان در ۲۰۰۷
حوادث ذیل به ترتیب ماه‌ها در سال ۲۰۰۷ در افغانستان به‌وقوع پیوست.

## متولیان امور
- رئیس‌جمهور: حامد کرزی
- معاون اول: احمد ضیاء مسعود
- معاون دوم: کریم خلیلی
- قاضی‌القضات: عبدالسلام عظیمی

## ژانویه
- ۱۱ ژانویه – در عملیات خشم کوهستان، نیروهای ناتو ۱۵۰ شبه‌نظامی طالب را در ولایت پکتیکا افغانستان کشتند.[۱]
- ۳۱ ژانویه – توطئه ترور در انگلستان خنثی گردید؛ ۹ نفر در بیرمنگهم به اتهام برنامه‌ریزی برای ربوده‌شدن و فیلم‌برداری از جریان اعدام یک سرباز مسلمان انگلیسی دستگیر شدند. هدف از این توطئه فشارآوردن به تونی بلیر، نخست‌وزیر این کشور برای خروج نیروهای انگلستان از افغانستان و عراق بود.

## فوریه
- ۱۴ فوریه – ایالات متحده، تیپ هوابرد ۱۷۳ را دو باره به افغانستان اعزام کرد تا در برابر حمله بهاری پیش‌بینی شده توسط طالبان آماده شوند.[۲]
- ۱۴ فوریه – وزرای خارجه چین، هند و روسیه در دهلی نو، هند باهم دیدار کردند تا دربارهٔ همکاری‌های بیشتر میان سه کشور آسیایی پیرامون موضوعاتی همچون؛ تروریسم، قاچاق مواد مخدر و افغانستان گفت‌گو کنند.[۳]
- ۱۶ فوریه – عبدالتوله ابن علی علیشتری در شهر نیویورک به تأمین مالی تروریسم و حمایت مادی از تروریسم و انتقال پول برای یک کمپ آموزشی در افغانستان متهم شد.[۴]

## مارس
- ۱ مارس – مقامات پاکستان ملا عبیدالله آخوند، وزیر دفاع سابق افغانستان در زمان طالبان را دستگیر کرد.[۵]
- ۴ مارس – جنگ در افغانستان (میان سال‌های ۲۰۰۱ الی ۲۰۱۴)
  - شورش طالب: دو سرباز بریتانیایی که با نیروهای بین‌المللی کمک به امنیت ناتو خدمت می‌کردند، در جریان جنگ با نیروهای طالبان در ولایت هلمند کشته شدند.[۶]
  - پس از آن‌که یک حمله انتحاری به یک کاروان نظامی صورت گرفت، سربازان آمریکایی آتش گشودند و ۱۹ فرد ملکی را به قتل رسانیدند و حدود ۳۵ تن دیگر را در تیراندازی خیابان عمومی جلال‌آباد متصل با مرز پاکستان زخمی ساختند. سپس مردم محل در برابر این عمل نیروهای خارجی تظاهرات کردند.[۷]

## آوریل
- ۳ آوریل – چهاردهمین اجلاس سالانه اتحادیه همکاری‌های منطقه‌ای آسیایی (سارک) در دهلی نو، هند آغاز شد و افغانستان هشتمین عضو این اتحادیه شد.[۸][۹][۱۰]
- ۸ آوریل – جنگ در افغانستان (میان سال‌های ۲۰۰۱ الی ۲۰۱۴)

## می
- ۲ می – افراد مسلح عبدالصبور فرید، یکی از نمایندگان مجلس سنا و نخست‌وزیر اسبق کشور را به قتل رسانیدند.[۱۱]
- ۶ می – هشت پلیس افغان در یک درگیری با طالبان در ولایت فراه کشته شدند؛ در این جنگ حداقل ۱۷ شورشی نیز کشته و زخمی شدند.[۱۲]
- ۱۲ می – پس از ردیابی از سوی آیسا (ISA) و فرماندهی مشترک عملیات ویژه (JSOC)، اپراتورهای سرویس دریایی ویژه اسکادران C که توسط هلی‌کوپتر شینوک نیروی هوای سلطنتی بریتانیا آورده شده بودند، ملا دادالله، رهبر یک گروه طالبان را در ولایت هلمند به قتل رسانیدند؛ او در جریان حمله به محلی در نزدیکی بهرام چاه با همکارانش در حال ملاقات بود. در این حمله ۴ عضو سرویس دریایی ویژه نیز زخم برداشتند.[۱۳][۱۴]

## جون
- ۴ ژوئن – یک قاضی نظامی اتهام مربوط به تروریسم علیه یک زندانی کانادایی در زندان گوانتانامو را که متهم به قتل یک سرباز ارتش ایالات متحده در افغانستان بود، رد کرد.
- ۱۰ ژوئن – حامد کرزی، رئیس‌جمهور افغانستان از یک سوء قصد جان به سلامت برد.
- ۱۲ ژوئن – مقامات افغان ادعا کردند که هفت تن از نیروهای پلیس ملی افغانستان توسط نیروهای هوایی ائتلاف در یک حمله اشتباهی کشته شدند.[۱۵]

## ژوئیه
- ۲ ژوئیه – سرجوخه بیل هنری «ویلی» آپیاتا یک تن از نیروهای سرویس هوایی ویژه زیلاند جدید به‌خاطر شجاعت‌اش در جریان جنگ افغانستان در سال ۲۰۰۴، مدال صلیب ویکتوریا را دریافت کرد.[۱۶]
- ۴ ژوئیه – شش سرباز کانادایی بر اثر انفجار یک بم کناره جاده در ناحیه پنجوایی کشته شدند.[۱۷]
- ۷ ژوئیه – دولت افغانستان اعلام کرد که ادعاها دربارهٔ این‌که حملات هوایی ایالات متحده آمریکا و ناتو باعث تلفات سنگین بر غیرنظامیان در ولایت فراه و کنر شده‌است را بررسی خواهد کرد.[۱۸]

## اوت
- ۴ اوت – ده جنگ‌جوی حامی طالبان و چهار سرباز ارتش پاکستان در یک درگیری در وزیرستان شمالی و در نزدیکی مرز افغانستان کشته شدند. در یک واقعه دیگر، انفجار یک موتربم در پاراچنار، در ولایت مرزی شمال غرب پاکستان شش کشته برجای گذاشت.[۱۹]
- ۵ اوت – جورج دبلیو بوش، رئیس‌جمهور ایالات متحده آمریکا با حامد کرزی، رئیس‌جمهور افغانستان در کمپ دیوید دیدار کرد تا دربارهٔ امنیت افغانستان گفت‌گو کنند.[۲۰]
- ۷ اوت – طالبان به فایربیز اناکوندا (Firebase Anaconda) در ولایت ارزگان حمله کردند، اما توسط نیروهای مشترک افغان و ارتش ایالات متحده آمریکا دفع شد که در نتیجه ۲۰ جنگ‌جوی طالب نیز در آن کشته شد.[۲۱]

## سپتامبر
- ۲ سپتامبر – چندین طالب در نبردهای شدید در ولایت قندهار و ارغنداب افغانستان به قتل رسیدند.[۲۲]
- ۲ سپتامبر – ۱۹ شهروند کوریای جنوبی که گروگان گرفته شده بودند، آزاد شدند و به کشور خود بازگشتند.[۲۳]
- ۵ سپتامبر – نیروهای ائتلاف به رهبری افغانستان و ایالات متحده آمریکا، ۲۰ شورشی را درحالی کشتند که دو پلیس افغان در یک بم جاسازی شده جان باختند.
- ۹ سپتامبر – حامد کرزی، رئیس‌جمهور افغانستان در کابل، پس از شنیدن صدای تیراندازی در بیرون مجبور شد تا سخنرانی خود را قطع کند.[۲۴]

## اکتبر
- ۲ اکتبر – یک فرد انتحاری خود را در نزدیکی بسِ حامل پلیس انفجار داد که حداقل ۱۱ نفر را در کابل به قتل رسانید.[۲۵]
- ۶ اکتبر – یک فرد انتحاری به کاروان نیروهای آمریکایی در کابل حمله کرد که یک سرباز آمریکایی و پنج فرد ملکی را کشت.[۲۶][۲۷]
- ۷ اکتبر – ۱۶ جنگ‌جوی تحت فرمان طاهر یولداش، جنگ‌سالار اوزبیک که خود تحت تعقیب بود، در شرق افغانستان کشته شدند.

## نوامبر
- ۶ نوامبر – به نقل از مقامات دولتی، در یک انفجار در شمال افغانستان حداقل ۳۵ نفر کشته و ده‌ها تن دیگر زخم برداشتند.[۲۸]
- ۷ نوامبر – نیکولا سرکوزی، رئیس‌جمهور فرانسه تعهد دوستی میان فرانسه و ایالات متحده آمریکا و اتحاد مجدد دربارهٔ جنگ افغانستان و اقدامات علیه برنامه هسته‌ای ایران را در یک سخنرانی در نشست مشترک کنگره ایالات متحده اعلام نمود.[۲۹]

## دسامبر
- ۵ دسامبر – یک فرد انتحاری موتر بم‌گذاری شده خود را به یک مینی‌بس حامل سربازان افغان در شاهراه جنوب کابل تصادم داد که ۱۳ نفر شامل ۶ سرباز نیروهای افغان را به قتل رسانید.
- ۹ دسامبر – جنگ‌جویان طالب در افغانستان در جریان یک نبرد با اردوی ملی افغان و نیروهای کمک به امنیت بین‌المللی عقب‌نشینی کردند تا سمت تازه‌ای در دفاع از شهر موسی قلعه اتخاذ کنند.[۳۰]

## فوت شدگان
- ۳ می – عبدالصبور فرید کوهستانی که ۵۵ یا ۵۴ سال عمر داشت و عضو مجلس سنای افغانستان و نخست‌وزیر (۱۹۹۲) بود، هدف تیراندازی افراد مسلح قرار گرفت و کشته شد.
- ۱۲ می – ملا دادالله که ۴۱ سال عمر داشت و از فرماندهان نظامی طالبان بود، در شلیک افراد مسلح جان باخت.
- ۶ ژوئن – ذکیه ذکی ۳۵ ساله که مدیر رادیوی صلح بود در تیراندازی افراد مسلح کشته شد.
- ۲۳ ژوئیه – محمد ظاهر شاه، آخرین پادشاه افغانستان به عمر ۹۲ سالگی در گذشت.
- ۶ نوامبر – حاجی محد عارف ظریف که سیاست‌مدار و تجارت‌پیشه بود در یک انفجار به قتل رسید.
- ۶ نوامبر – سید مصطفی کاظمی که ۴۵ سال عمر داشت، سیاست‌مدار، وزیر اسبق تجارت بود در انفجاری کشته شد.
- ۳۰ دسامبر – عبدالرزاق، زندانی گوانتانامو بر اثر ابتلاء به سرطان به عمر ۶۸ سالگی جان باخت.